# Gomphus novae-zelandiae
Gomphus novae-zelandiae är en svampart som beskrevs av Segedin 1984. Gomphus novae-zelandiae ingår i släktet Gomphus och familjen Gomphaceae.   Inga underarter finns listade i Catalogue of Life.